# Російсько-данський союзний договір (1773)
Російсько-данський союзний договір 1773 року — секретний союзний договір між Росією і Данією, укладений 1 (12) серпня 1773 року в Санкт-Петербурзі.

## Передумови
Договір був спрямований, насамперед, проти Швеції, в якій король Густав III, здійснивши 19 (30) серпня 1772 року державний переворот, заарештував всіх членів Ріксроду, скасував партії і ввів сильне королівське правління. Росія, яка вела в цей час війну з Туреччиною, побоювалася, що король скористається кон'юнктурою і виступить проти неї, щоб повернути Швеції землі, втрачені по Ништадтському і Абоському мирним трактатам. Данський уряд відчував тривогу за Норвегію яка належала Данії.

## Висновок

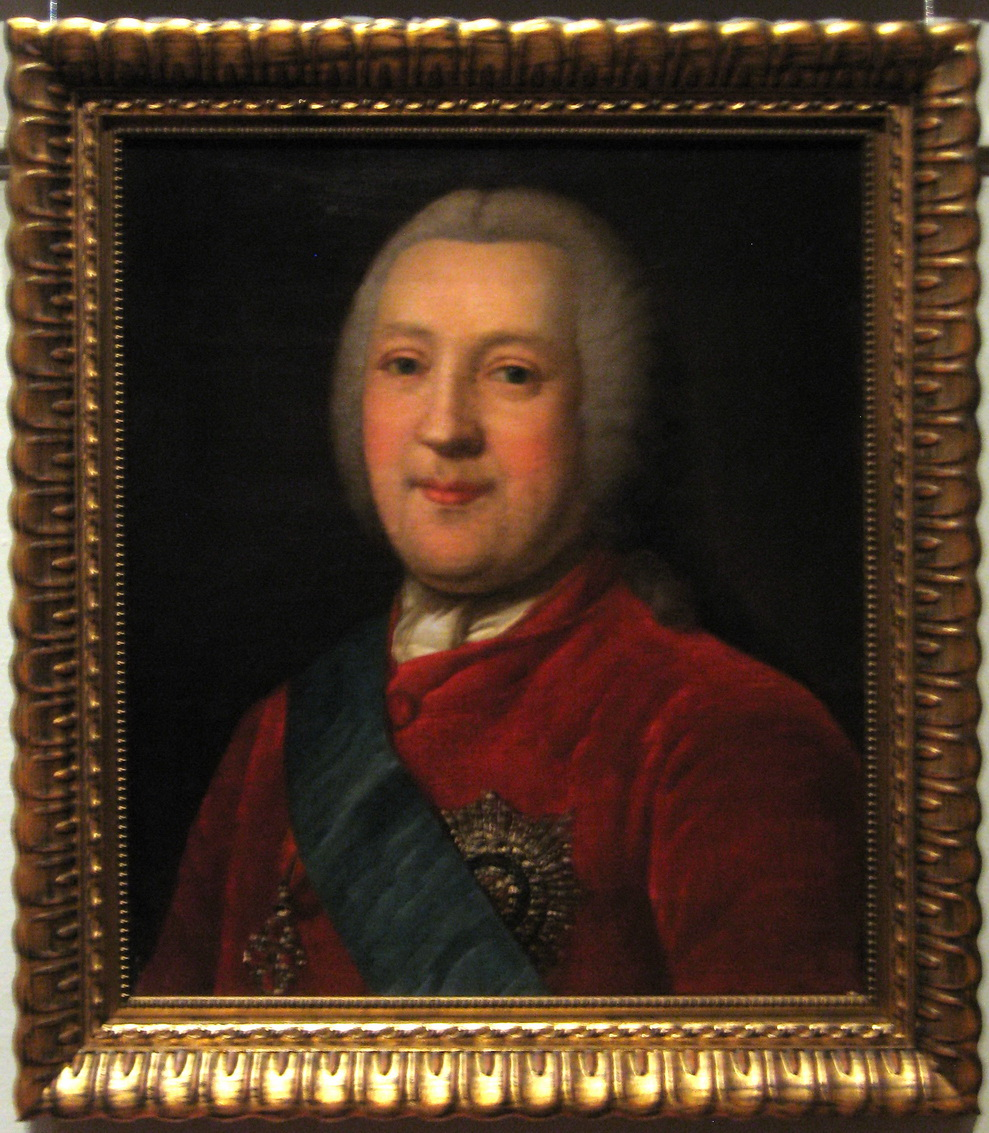
Голова Колегії іноземних справ Микита Іванович Панін

Підписання договору відбулося 1 (12) серпня 1773 року в Санкт-Петербурзі. Данську сторону представляв повноважний міністр Данії при російському дворі Крістіан Фредерік Нумсен, російську — голова Колегії іноземних справ Микита Іванович Панін і віце-канцлер Олександр Михайлович Голіцин.

## Умови договору
Договір складався з преамбули, дев'яти головних статей і однієї секретної.
Ст. 1.  Російська імператриця і данський король гарантували один одному виконання укладеного раніше російсько-данського договору про обмін герцогства Гольштейнського на графства Ольденбург і Дельменхорст.
Ст. 2.  Договірні сторони підтверджували дію російсько-данського трактату про дружбу від 28 лютого 1765 року і союзного договору від 13 грудня 1769 року з урахуванням нижченаведених в договорі застережень і доповнень і заявляли про непорушний і постійний союз данського та російського монархів.
Ст. 3.  У разі, якщо одна з договірних сторін була б атакована третьою державою, то друга сторона повинна була подати першій негайну допомогу. Якщо атакованою стороною виявлялася Росія, то Данія мала в цьому випадку відправити їй на допомогу 12 тисяч чоловік піхоти і ескадру з 15 кораблів. Якщо ж піддавалася нападу Данія, то Росія виставляла корпус в 20 тисяч осіб і ескадру з 10 військових кораблів.
Ст. 4.  Якщо б держава, що напала на одну з договірних сторін, розташовувалася поруч з не атакованої стороною, то остання повинна була напасти на неї безпосередньо зі своєї території.
Ст. 5.  Якщо одна з договірних сторін була б атакована Швецією, то сторона, що не піддалася нападу, повинна була оголосити їй війну.
Ст. 6.  Беручи до уваги, що йде російсько-турецька війна, король Данії звільняв російську імператрицю від зобов'язання поставляти в Данію стройовий ліс, як того вимагали умови російсько-данського договору 1769 року.
Ст. 7.  Данія підтверджувала секретні статті попереднього договору про обмін територіями від 1767 року, що стосувалися свободи російських судів від сплати зундського мита та нестягнення з російських торгових кораблів, навантажених російськими товарами, зборів у портах Шлезвіга і Голштінії.
Ст. 8.  Обидві сторони зобов'язалися не розголошувати укладення даного союзу, щоб не викликати занепокоєння в інших державах.
Ст. 9.  Данія та Росія зобов'язалася ратифікувати цей договір і обмінятися ратификаціями протягом шести тижнів від дати його підписання.
У секретній статті сторони намагалися розглядати переворот, здійснений у Швеції Густавом III, як casus fœderis російсько-данського договору 1769 року і зобов'язувалися при першому ж зручному випадку докласти всіх зусиль для поновлення у Швеції конституції 1720 року. Крім того, передбачалося залучення для цих цілей Пруссії та Англії, інтереси яких також вимагали відновлення в шведській державі колишньої форми правління.

## Значення
Договір був стримуючим фактором реваншистських настроїв у Швеції, а під час російсько-шведської війни 1788—1790 років став підставою для Росії вимагати від Данії надання їй допомоги, наслідком чого стала дансько-шведська війна 1788—1789 років